# Фирзен
Фирзен (нем. Viersen) — город в Германии, районный центр, расположен в земле Северный Рейн-Вестфалия.
Подчинён административному округу Дюссельдорф. Входит в состав района Фирзен.  Население составляет 74 907 человек (на 31 декабря 2013 года). Занимает площадь 91,07 км². Официальный код  —  05 1 66 032.
Город подразделяется на 4 городских района.